# Pär Nuder
Pär Anders Nuder, född 27 februari 1963 i Täby i Stockholms län, är en svensk politiker (socialdemokrat), som var finansminister 2004–2006. Han är idag[när?] Senior Counselor vid den globala strategifirman Albright Stonebridge Group, styrelseordförande i Tredje AP-fonden, AMF och Hemsö samt rådgivare till riskkapitalbolaget EQT. Han var riksdagsledamot 1994–2009, statsministerns statssekreterare 1997–2002 och statsråd 2002–2006.

## Biografi

### Uppväxt och familjebakgrund
Pär Nuder föddes 1963 som äldste son till Ants Nuder och Brita Margareta Nuder; han växte upp i Österskär i Åkersberga i Stockholms län. Fadern hade kommit till Sverige som sjuåring från Estniska SSR 1944; farfadern dog som straffånge i sovjetiska Gulag 1942.
Ants Nuder var sakkunnig på bostadsdepartementet på 1980-talet, har varit kommunpolitiker i Österåker och tidigare nära kollega till Mona Sahlins far Hans Andersson. Nuder är gift med journalisten Ingrid Carlberg. Paret har två barn och är bosatta i Österskär. 
Pär Nuder har en jur. kand. från Stockholms universitet och efter att han lämnade finansministerposten var han under 2007 gästföreläsare vid Harvard University. 2014 förlänades han HM Konungens medalj i 12:e storleken i serafimerordens band för mångårig och framstående politikergärning.

### Politisk karriär
Pär Nuder inledde sin politiska bana i SSU som ordförande för SSU i Österåkers kommun. År 1985 blev han anställd på justitiedepartementet som politisk rådgivare i grundlagsfrågor och 1986–1987 var han politiskt sakkunnig hos justitieministern. Den 20 oktober 1987 avgick Nuder tillsammans med bland annat justitieminister Sten Wickbom efter turerna kring Stig Bergling-affären. Åren 1986–1989 var han ordförande för SSU Stockholms län; han ingick även i SSU:s förbundsstyrelse 1987–1990. Mellan 1982 och 1994 satt han i Österåkers kommunstyrelse, dock utan att sitta i Österåkers kommunfullmäktige.
År 1994 invaldes Nuder i Sveriges riksdag och blev ledamot i justitieutskottet. Samtidigt blev han politiskt sakkunnig i statsrådsberedningen för statsminister Ingvar Carlsson. Efter att Göran Persson tillträtt statsministerämbetet 1996 utnämndes Nuder året efter till statssekreterare i statsrådsberedningen. Denna post hade han fram till valet 2002 då han i stället blev samordningsminister i Regeringen Persson. År 2004 utsågs Pär Nuder till finansminister. Under mandatperioden 2002–2006 var han även tillförordnad försvarsminister 2002 och tillförordnad kulturminister 2004.
Nuder utpekades som en av Göran Perssons närmaste män. År 2005 valdes han in i Socialdemokraternas verkställande utskott och i partistyrelsen. Efter valet 2006 blev Nuder socialdemokraternas ekonomisk-politiske talesman, men avgick från denna position 24 januari 2008. Rollen övertogs av Thomas Östros.
Den 23 februari 2009 meddelade Pär Nuder att han lämnar riksdagen.
I boken Stolt men inte nöjd från 2008 beskriver han sin politiska karriär.

### Efter politiken och övriga aktiviteter
Nuder gick till näringslivet efter politiken och har varit styrelseordförande för Tredje AP-fonden, AMF och Hemsö. Han sitter i styrelsen för flera privata bolag, och är rådgivare till Albright Stonebridge Group och EQT. Tidigare har han varit styrelseledamot i Skistar och Fabege. Han har även varit krönikör i Dagens Industri och sitter i President's Advisory Council vid Tokyos universitet samt i direktionen för Hanaholmens kulturcentrum.
Pär Nuder gjorde rösten till rollfiguren Peter i den svenska röstdubbningen av den tecknade filmen Landet Narnia (1979).

## Kritik
I december 2004 fick Nuder hård kritik sedan han i ett tal beskrivit fyrtiotalistgenerationen som "ett köttberg", ett uttryck som väckte starka reaktioner.
| ”                                                  | Detta köttberg av 40-talister som vi 60-talister ska föda – det är en realitet att försörjningskvoten riskerar att bli ett problem. | „ |
| – Uttalande på frukostmöte med SE-Banken 1/12 2004 | |   |

I april 2005 avslöjades också att Pär Nuder under sin tid som ordförande i SSU Stockholms län hade fuskat med medlemsbidrag. Genom uppblåsta medlemstal fick distriktet flera hundratusen kronor årligen för mycket i bidrag.
I mars 2019 lämnade Pär Nuder uppdraget som styrelseordförande i Skistar, efter att majoritetsaktieägaren Ekhaga Utveckling AB uppgett att han ska ha haft ett "olämpligt beteende" i samband med VM i Åre.

## Uppdrag under sin tid i riksdagen
- Ordinarie ledamot
- Ledamot i Justitieutskottet
- Ledamot i Krigsdelegationen
- Suppleant i Riksbanksfullmäktige